# Hong Pian
Hong Pian (chinois : 洪楩 ; pinyin : hóng pián), né au bord du Qiantang (dans le District de Yuhang de Hangzhou, province du Zhejiang, en Chine), est un graveur pour l'impression de livres et collectionneur de livres chinois de la Dynastie Ming ayant édité vers 1550 les Contes de la Montagne sereine (清平山堂话本 / 清平山堂話本, qīngpíngshāntáng huàběn), le plus ancien recueil de huaben imprimé connu.

## Biographie
Issu d'une famille d'érudits, son grand-père paternel, Hong Zhong (洪钟, hóng zhōng) est jinshi (进士, lauréat du diplôme le plus élevé des examens impériaux), la 11e année de la période chenghua (en 1475). On sait que son père s'appelle Hong Cheng (洪澄, hóng chéng).
Lors de ses études, il s'occupait déjà des affaires du journal de l'école, possédait une collection de livres et s’intéressait aux livres ancien des dynasties Song et Yuan.